# Dieter Reh
Dieter Reh (* 18. Juni 1946) ist ein ehemaliger deutscher Fußballspieler.

## Werdegang
Das Offensivtalent entwickelte sich bei den Schwarz-Weißen des Heider SV. In der Saison 1963/64 stürmte der Angreifer aus Dithmarschen in die Reihen der Jugendnationalmannschaft des DFB. Er debütierte am 8. März 1964 bei einem 2:1-Erfolg in Lörrach beim Länderspiel gegen die Schweiz in den Reihen der DFB-Talente. Hans-Hubert Vogts verteidigte, als linker Außenläufer erzielte im damaligen WM-System Franz Beckenbauer beide Treffer und Reh agierte auf Halbrechts. Am 26. und 30. März kam er auch in den zwei Gruppenspielen im UEFA-Juniorenturnier in den Niederlanden gegen Schweden (2:1) und den Gastgeber (1:3) zum Einsatz. Nach dem vergeblichen Versuch, mit seinem Heimatverein Heider SV 1964/65 den Aufstieg in die damals zweitklassige Fußball-Regionalliga Nord zu erreichen, der „kleine HSV“ scheiterte in der Aufstiegsrunde, nahm er zur Runde 1965/66 das Vertragsangebot des Bundesligagründungsmitgliedes aus Münster an.
Der Stürmer begann seine Profikarriere im Jahre 1965 beim Regionalligisten Preußen Münster. Mit den Preußen kam er nicht über Mittelfeldpositionen hinaus und absolvierte bis zu seinem Abschied im Jahre 1971 154 Spiele und erzielte dabei 45 Tore. Damit ist Dieter Reh Rekordtorschütze für Münster in der Regionalliga. Dieter Reh wechselte dann zur DJK Gütersloh, für die er zwei Jahre spielte und in 57 Regionalligaspielen fünf Tore schoss. Im Sommer 1973 ging Reh dann zu Arminia Bielefeld und qualifizierte sich mit seiner Mannschaft für die neu geschaffene 2. Bundesliga. Reh wurde in der Saison 16 Mal eingesetzt und erzielte ein Tor. Am Saisonende wechselte er dann zu Holstein Kiel in die drittklassige Oberliga Nord. Kiel belegte 1974/75 den 10. Rang und Reh hatte in 16 Spielen drei Tore erzielt. Zur Saison 1975/76 schloss er sich der TSG Harsewinkel an.